# Scapicephalus
- Commons
- Wikispecies

Scapicephalus é um gênero de plantas pertencente à família Boraginaceae.